# Kong - Re dei primati
Kong - Re dei primati (Kong: King of the Apes) è una serie televisiva statunitense a cartoni animati in computer grafica, prodotta da 41 Entertainment LLC, Arad Productions, OLM Digital e Sprite Animation Studios, e quindi è la terza serie animata del media franchise di King Kong. La serie è stata rilasciata su Netflix il 15 aprile 2016. La seconda e ultima stagione è stata presentata in anteprima il 4 maggio 2018 ed è stata il finale della serie ad essere prodotta.

## Trama
Nell'anno 2050, uno scienziato pazzo sta per scatenare un esercito di dinosauri robot. Tocca a King Kong e ai suoi amici reagire e risolvere la situazione.

## Personaggi e doppiatori
| Personaggio           | Doppiatore originale  | Doppiatore italiano   |                       |                       |                       |                       |                       |
| Personaggi principali | Personaggi principali | Personaggi principali | Personaggi principali | Personaggi principali | Personaggi principali | Personaggi principali | Personaggi principali |
| --------------------- | --------------------- | --------------------- | --------------------- | --------------------- | --------------------- | --------------------- | --------------------- |
| King Kong             | Lee Tockar            |                       |                       |                       |                       |                       |                       |
| Lukas Remy            | Alessandro Juliani    | Alessandro Campaiola  |                       |                       |                       |                       |                       |
| Doug "Jonesy" Jones   | Viv Leacock           | Luigi Morville        |                       |                       |                       |                       |                       |
| Amy Quon              | Shannon Chan-Kent     | Veronica Puccio       |                       |                       |                       |                       |                       |
| Danny Quon            | Vincent Tong          | Riccardo Suarez       |                       |                       |                       |                       |                       |
| Chiacchierino         | Alessandro Juliani    | Alessandro Campaiola  |                       |                       |                       |                       |                       |
| Franciska "Panchi"    | Tabitha St. Germain   | Ludovica Bebi         |                       |                       |                       |                       |                       |
| Personaggi ricorrenti |                       |                       |                       |                       |                       |                       |                       |
| Dr. Leo Remy          | Lee Tockar            | Massimo Lodolo        |                       |                       |                       |                       |                       |
| Anita                 | Tabitha St. Germain   | Ludovica Bebi         |                       |                       |                       |                       |                       |
| Commissario Decker    | Lee Tockar            | Roberto Fidecaro      |                       |                       |                       |                       |                       |
| Antagonisti           |                       |                       |                       |                       |                       |                       |                       |
| Dr. Richard Remy      | Samuel Vincent        | Federico Campaiola    |                       |                       |                       |                       |                       |
| Botila                | Kathleen Barr         | Myriam Catania        |                       |                       |                       |                       |                       |
| Brag                  |                       | Metello Mori          |                       |                       |                       |                       |                       |
| Wheeler               |                       | Andrea Moretti        |                       |                       |                       |                       |                       |

## Episodi

### Prima stagione
| nº | Titolo originale          | Titolo italiano                | Pubblicazione  |
| -- | ------------------------- | ------------------------------ | -------------- |
| 1  | Kong: King of the Apes    | Inizia l'avventura             | 15 aprile 2016 |
| 2  | Snake in the Grass        | Serpente nell'erba             | 15 aprile 2016 |
| 3  | Kong in 3D                | Kong in 3D                     | 15 aprile 2016 |
| 4  | Poacher's Prize           | Il premio del bracconiere      | 15 aprile 2016 |
| 5  | King's Ransom             | Il riscatto del re             | 15 aprile 2016 |
| 6  | Little Bots, Big Problems | Piccoli robot, grossi problemi | 15 aprile 2016 |
| 7  | Botila-Zilla              | Botilazilla                    | 15 aprile 2016 |
| 8  | Bionic Arms Race          | Corsa agli armamenti bionici   | 15 aprile 2016 |
| 9  | Honey, I Shrunk the Kong  | Tesoro, mi si è ristretto Kong | 15 aprile 2016 |
| 10 | Kong On Ice               | Kong dei ghiacci               | 15 aprile 2016 |
| 11 | Takeover                  | Conquista                      | 15 aprile 2016 |
| 12 | Robosquitoes              | Zanzare robot                  | 15 aprile 2016 |
| 13 | Missing                   | Scomparso                      | 15 aprile 2016 |

### Seconda stagione
| nº | Titolo originale           | Titolo italiano                   | Pubblicazione |
| -- | -------------------------- | --------------------------------- | ------------- |
| 14 | The Primordial World Below | Discesa in un mondo primordiale   | 4 maggio 2018 |
| 15 | Lost Civilization...Found! | Civiltà scomparsa... e ritrovata! | 4 maggio 2018 |
| 16 | Emergence                  | Emersione                         | 4 maggio 2018 |
| 17 | Redemption                 | Redenzione                        | 4 maggio 2018 |
| 18 | No Place Like Home         | Casa dolce casa                   | 4 maggio 2018 |
| 19 | Cave-In                    | Il crollo                         | 4 maggio 2018 |
| 20 | Sky's the Limit            | Non ci sono limiti                | 4 maggio 2018 |
| 21 | Lab Rat                    | Cavia da laboratorio              | 4 maggio 2018 |
| 22 | Rise of Evil               | L'ascesa del male                 | 4 maggio 2018 |
| 23 | Battle Royale              | Tutti contro tutti                | 4 maggio 2018 |